# Ghatophryne
Ghatophryne is een geslacht van kikkers uit de familie padden (Bufonidae). De groep werd voor het eerst wetenschappelijk beschreven door Biju, Van Bocxlaer, Giri, Loader en Bossuyt in 2009.
Er zijn twee soorten die voorkomen in Azië en endemisch zijn in de West-Ghats in India.
Het geslacht werd opgericht voor de Indische soort Ansonia ornata Günther, die na fylogenetische analyse geen deel bleek uit te maken van de Zuidoost-Aziatische Ansonia. De soort Ansonia rubigina werd voorlopig ook in het nieuwe geslacht ingedeeld als Ghatophryne rubigina.

## Soorten
Geslacht Ghatophryne
- Soort Ghatophryne ornata
- Soort Ghatophryne rubigina

Adenomus · 
Altiphrynoides · 
Amazophrynella · 
Anaxyrus · 
Ansonia · 
Atelopus · 
Barbarophryne · 
Blythophryne · 
Bufo · 
Bufoides · 
Bufotes · 
Capensibufo · 
Churamiti · 
Dendrophryniscus · 
Didynamipus · 
Duttaphrynus · 
Epidalea · 
Frostius · 
Ghatophryne · 
Incilius · 
Ingerophrynus · 
Laurentophryne · 
Leptophryne · 
Melanophryniscus · 
Mertensophryne · 
Metaphryniscus · 
Nannophryne · 
Nectophryne · 
Nectophrynoides · 
Nimbaphrynoides · 
Oreophrynella · 
Osornophryne · 
Parapelophryne · 
Pedostibes · 
Pelophryne · 
Peltophryne · 
Phrynoidis · 
Poyntonophrynus · 
Pseudobufo · 
Rentapia · 
Rhaebo · 
Rhinella · 
Sabahphrynus · 
Schismaderma · 
Sclerophrys · 
Strauchbufo · 
Truebella · 
Vandijkophrynus · 
Werneria · 
Wolterstorffina · 
Xanthophryne